# Bisaltes stramentosus
Bisaltes stramentosus là một loài bọ cánh cứng trong họ Cerambycidae.